# Boris Valentin
 (décembre 2020).
Si vous disposez d'ouvrages ou d'articles de référence ou si vous connaissez des sites web de qualité traitant du thème abordé ici, merci de compléter l'article en donnant les références utiles à sa vérifiabilité et en les liant à la section « Notes et références ».
Boris Valentin, né en 1965, est un préhistorien français.

## Formation
Ancien élève de l’ENS, Boris Valentin est docteur en histoire de l'université Panthéon-Sorbonne (1995).

## Carrière
Boris Valentin obtient son habilitation à diriger des recherches (HDR) en archéologie dans la même université en 2007. Il y est nommé maître de conférences en 2011, puis il devient professeur en 2014.
Il est membre de l'unité mixte de recherche "Technologie et Ethnologie des Mondes préhistoriques".

## Fouilles
Boris Valentin a coordonné les fouilles d'Étiolles jusqu'en 2023.

## Travaux
Il dirige le programme collectif de recherche « Art rupestre préhistorique dans les chaos gréseux du Bassin parisien. Étude, archivage et valorisation » (DRAC Ile-de-France).

## Publications

### Articles
- [Schmider  et al. 1995] Béatrice Schmider, Boris Valentin, Dominique Baffier, Francine David, Michèle Julien, Arlette Leroi-Gourhan, Cécile Mourer-Chauviré, Thérèse Poulain, Annie Roblin-Jouve et Yvette Taborin, « L'abri du Lagopède (fouilles Leroi-Gourhan) et le Magdalénien des grottes de la Cure (Yonne) », Gallia Préhistoire, vol. 37, no 37,‎ 1995, p. 55-114 (lire en ligne [sur persee]).

### Ouvrages
- [Valentin 2011] Boris Valentin, Le paléolithique, PUF, coll. « Que sais-je ? », 2011.
- [Geneste & Valentin 2019] Jean-Michel Geneste et Boris Valentin, Si loin, si près, pour en finir avec la Préhistoire, 2019.
- [Geneste, Grosos & Valentin 2023] Jean-Michel Geneste, Philippe Grosos et Boris Valentin, Préhistoire. Nouvelles frontières, Paris, Éditions de la Maison des sciences de l'Homme, coll. « 54 », 2023, 468 p. (lire en ligne).